# Alessandria d'Egitto
Alessandria (in arabo الأسكندرية‎?, al-Iskandariyya; in greco antico: Ἀλεξάνδρεια?, Alexándreia; in latino Alexandrea ad Aegyptum) è la seconda più grande città d'Egitto, con una popolazione di 5,6 milioni di abitanti, si estende per 32 km lungo la costa del Mediterraneo nella parte settentrionale del Paese, inoltre è la città più popolosa che si affaccia su di esso. Prende il nome dal suo fondatore, Alessandro Magno.
È capoluogo del governatorato omonimo. Si trova sulla costa del Mediterraneo, ed è il principale porto egiziano e la seconda città più estesa del Paese. Si trova a 208 km a nord-ovest del Cairo, ad ovest del delta del Nilo, il cui braccio canopico, ormai asciutto, si trova a 19 km dalla città.
Già sede di un'antica e mitica biblioteca – andata distrutta in un incendio durante l'antichità – , ospita dal 2002 la Bibliotheca Alexandrina. La città è sede dell'antico Patriarcato di Alessandria.

## Geografia fisica

### Clima
(Naguib Mahfouz, Miramar, 1976)
Alessandria ha un clima arido (classificazione dei climi di Köppen BWh), ma il prevalente vento da nord, soffiando attraverso il Mediterraneo, dà alla città un clima diverso dall'hinterland desertico. Il clima cittadino mostra caratteristiche mediterranee (Csa), cioè mite, con inverni variabili e piovosi ed estati calde che, talvolta, possono essere molto umide; gennaio e febbraio sono i mesi più freschi, con temperature massime giornaliere che vanno dai 12 °C ai 18 °C e minime che possono raggiungere (in rari casi) i 5 °C. Ad Alessandria si sono avuti anche temporali, piogge ed addirittura grandine durante i mesi più freschi. Luglio ed agosto sono i mesi più caldi e più secchi dell'anno con una temperatura massima giornaliera mediamente intorno ai 30 °C.
| Temperature                  | Temperature | Temperature | Temperature | Temperature | Temperature | Temperature | Temperature | Temperature | Temperature | Temperature | Temperature | Temperature | Temperature | Temperature |
| Mese                         | Gen         | Feb         | Mar         | Apr         | Mag         | Giu         | Lug         | Ago         | Set         | Ott         | Nov         | Dic         |             | Media       |
| ---------------------------- | ----------- | ----------- | ----------- | ----------- | ----------- | ----------- | ----------- | ----------- | ----------- | ----------- | ----------- | ----------- | ----------- | ----------- |
| Massime medie °C             | 18.4        | 19.3        | 20.9        | 24          | 26.5        | 28.6        | 29.7        | 30.4        | 29.6        | 27.6        | 24.1        | 20.1        |             | 24.9        |
| Media giornaliera °C         | 13.4        | 13.9        | 15.7        | 18.5        | 21.2        | 24.3        | 25.9        | 26.3        | 25.1        | 22          | 18.7        | 14.9        |             | 20          |
| Minime medie °C              | 9.1         | 9.3         | 10.8        | 13.4        | 16.6        | 20.3        | 22.8        | 23.1        | 21.3        | 17.8        | 14.3        | 10.6        |             | 15.8        |
|                              |             |             |             |             |             |             |             |             |             |             |             |             |             |             |
| Precipitazioni e ore di sole |             |             |             |             |             |             |             |             |             |             |             |             |             |             |
| Mese                         | Gen         | Feb         | Mar         | Apr         | Mag         | Giu         | Lug         | Ago         | Set         | Ott         | Nov         | Dic         |             | Totale      |
| Totale mm                    | 52.8        | 29.2        | 14.3        | 3.6         | 1.3         | 0.01        | 0.03        | 0.1         | 0.8         | 9.4         | 31.7        | 52.7        |             | 195.9       |
| Ore di sole                  | 192         | 218         | 248         | 273         | 316         | 354         | 363         | 344         | 297         | 282         | 225         | 195         |             | 3.307       |

## Storia

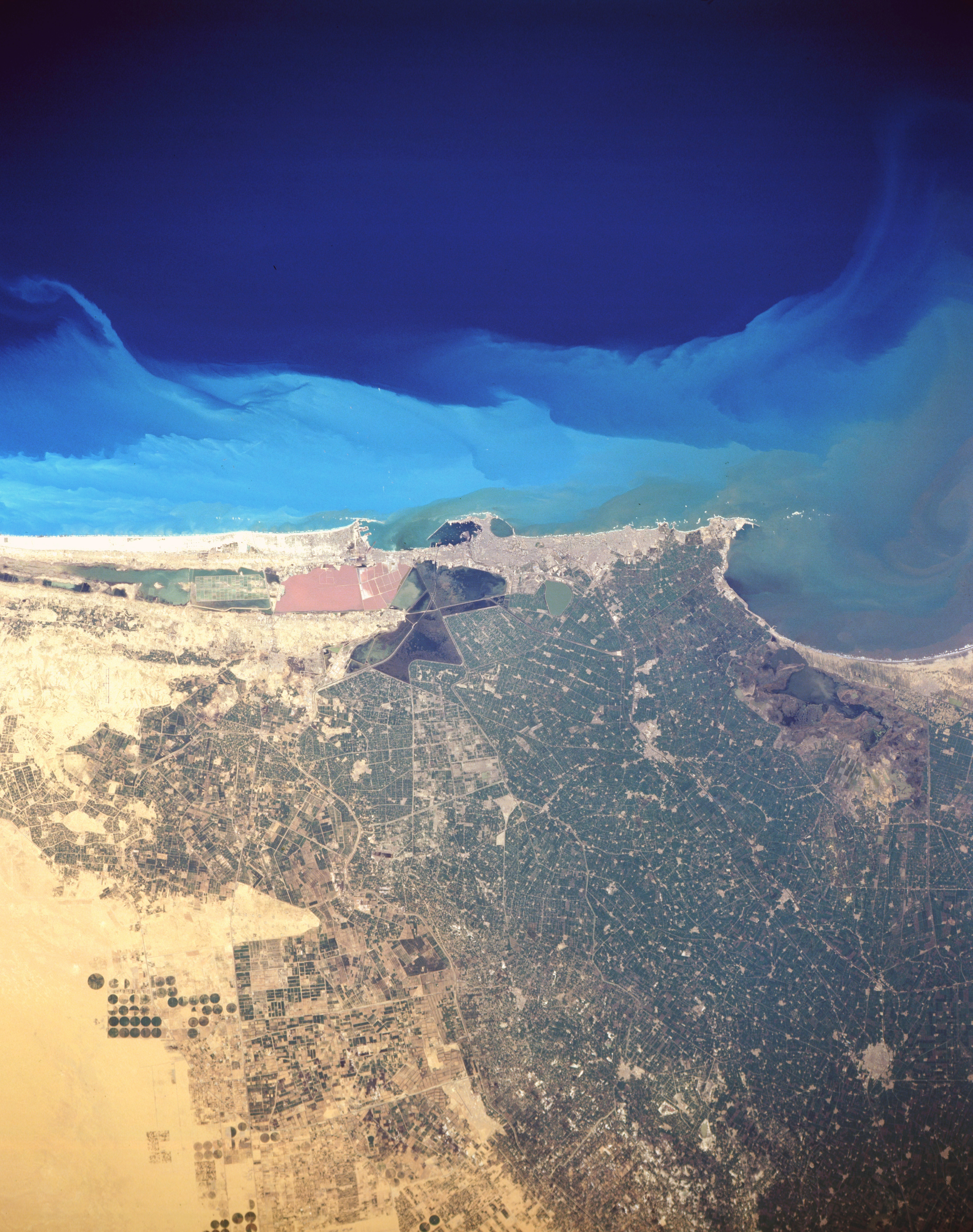
Alessandria vista dal satellite

La città fu fondata nel 331 a.C. da Alessandro Magno tra la palude Mareotide (Maryut) ed il Mar Mediterraneo, davanti all'isoletta di Faro, a cui era collegata per mezzo dell'Eptastadio, una sorta di diga lunga circa 1200 m che serviva anche da acquedotto e che permise inoltre la creazione di due distinti porti. La diga ed il piano di fondazione della città sono attribuiti all'architetto Dinocrate di Rodi.
Arriano narra di come Alessandro Magno tracciasse al suolo la pianta della città servendosi - in mancanza di altro - di grano. L'episodio venne interpretato come segno di un futuro di ricchezza ed allude al ruolo della città nell'esportazione del grano egiziano.
Alessandria doveva sostituire la precedente fondazione greca sul delta del Nilo, Naucrati, avvenuta per concessione del faraone Amasis. Naucrati era situata a circa 70 km nell'interno e non ebbe mai grande importanza al di fuori del suo ruolo commerciale. Alessandro volle invece che la sua città fosse fondata sulla costa, malgrado la cattiva qualità del terreno in questa zona e l'approdo non facile.
Le fonti antiche testimoniano che sarebbe stata costruita sul sito della più antica Rhakotis e di altri cinque villaggi. Su Rhakotis manca tuttavia una documentazione esauriente. L'ipotesi è che si trattasse anche in questo caso di un semplice villaggio di pescatori, oppure che il nome, traducibile con "l'edificio" si riferisca ad una costruzione greca preesistente od ad un posto di guardia. Un'altra ipotesi è che il termine vada inteso invece come "il cantiere" e che costituisse il nome dato dagli egiziani alla città di Alessandria nel momento in cui era in corso la sua costruzione.
Il geografo Strabone, che visse ad Alessandria intorno agli anni 20 a.C., lascia nella sua Geografia una descrizione di Alessandria di quegli anni. La città era formata da un intreccio di ampie vie, ai lati delle quali sorgevano imponenti e fastosi templi, edifici come la tomba di Alessandro e dei Tolomei, l'ippodromo, lo stadio, il ginnasio ed il famoso faro. La città si erse in molti campi: a livello commerciale, sostenuto dal fiorente artigianato che lavorava metalli, vetro, bronzo, ceramica, unguenti e papiri; a livello culturale, come meta di studiosi che diedero vita alla più famosa cultura ellenistica, quella alessandrina (nella città erano infatti stati costruiti la Biblioteca ed il Museo). A testimonianza dei numerosi scambi sociali presenti in città, vi era la presenza di una popolazione variegata ed eterogenea, dove trovavano spazio minoranze di greci, romani, arabi e siriani.
Dopo la morte di Alessandro a Babilonia nel 323 a.C., il suo corpo venne trasportato e seppellito nella città dal suo generale Tolomeo. Durante la lunghissima spedizione in Oriente i lavori erano stati proseguiti per opera di Cleomene di Naucrati. Capitale del regno tolemaico ed erede dei traffici commerciali della fenicia Tiro, che era stata distrutta da Alessandro durante la lotta contro l'Impero persiano, divenne rapidamente una delle città più importanti del mondo ellenistico e più tardi una delle principali metropoli dell'antichità, seconda solo a Roma per grandezza e ricchezza. Il suo statuto era quello delle libere città greche e mantenne la sua assemblea cittadina sino alla conquista romana. L'autonomia le fu più tardi restituita sotto Settimio Severo.
Per tutta l'antichità rimase un prestigioso centro culturale, dando vita alla stagione dell'alessandrinismo, grazie alle istituzioni del "Museion" e della celebre Biblioteca di Alessandria. Ospitava inoltre una numerosa comunità ebraica: fu qui che la Bibbia venne tradotta in greco nella versione conosciuta come dei "Septuaginta". Per tutta l'epoca ellenistica la popolazione restò suddivisa etnicamente tra greco-macedoni, ebrei, ed egiziani, con leggi e costumi differenziati. Questa divisione provocò per tutta la sua storia torbidi e disordini, iniziati già durante il regno di Tolomeo IV (221-204 a.C.).
Cesare vi soggiornò ospite della regina Cleopatra e dopo di lui Marco Antonio. Antonio e Cleopatra furono sconfitti da Ottaviano nella battaglia di Azio del 31 a.C., in seguito alla quale l'Egitto venne annesso a Roma, come provincia imperiale, governata ossia direttamente da incaricati dell'imperatore invece che del senato. Questo più stretto controllo derivava probabilmente dalla grande importanza della nuova provincia nell'approvvigionamento di grano a Roma. La città divenne pertanto sede del prefetto d'Egitto, titolo che risente della soppressione della Bulé cittadina voluta da Ottaviano. In quest'epoca la città doveva raggiungere una popolazione di 300 000 abitanti liberi, a cui dovevano aggiungersi gli schiavi. Era la seconda città per numero d'abitanti dopo Roma.
Con la diffusione del cristianesimo divenne centro dottrinario di primaria importanza: fu qui che Atanasio condusse la sua lotta contro l'eresia ariana, istituendo quindi il Patriarcato di Alessandria, che ebbe grande peso nelle vicende dottrinarie dei successivi due secoli.
Il 21 luglio 365 un maremoto con un'onda di dodici metri si abbatté sulla città (terremoto di Creta del 365) provocando 5000 morti e la distruzione di gran parte dell'abitato.
Tuttavia il declino dell'impero romano, e quindi dei commerci che arricchivano la città, pare avesse già causato un generale impoverimento della popolazione, con l'abbandono di alcuni quartieri e la rovina di alcuni complessi monumentali, alcuni dei quali volontariamente distrutti nelle lotte dei cristiani contro i pagani, come in occasione del decreto teodosiano del 391 ad opera del vescovo Teofilo.
Nel 616 fu conquistata all'Impero bizantino da Cosroe II di Persia, e nel 640 dagli arabi guidati da ‘Amr ibn al-‘Ās, dopo un assedio durato 14 mesi.
La fondazione del Cairo nel 969 nell'area su cui sorgeva da circa tre secoli la capitale musulmana di Fustāt fece rapidamente declinare l'importanza di Alessandria. Infatti il picco minimo di popolazione si registrò nel 1200 circa con appena 150 abitanti. La scoperta nel 1498 della rotta verso oriente, doppiando il Capo di Buona Speranza, finì di rovinarne i commerci. Rimase tuttavia con Damietta uno dei principali porti egiziani durante il periodo mamelucco ed ottomano. Nel 1798 durante la spedizione di Napoleone Bonaparte in Egitto, la città fu presa dai francesi e nel 1801 dai britannici che sconfissero i francesi nella battaglia di Alessandria, presso le rovine di Nicopoli. Durante l'anarchia dell'ultimo periodo ottomano Alessandria era una cittadina di soli 4 000 abitanti circa.
Il chedivè Mehmet Ali ne favorì la rinascita facendone la sua residenza e intraprendendo una serie di lavori pubblici: fu scavato un nuovo canale di comunicazione con il Nilo, il Canale Mahmūdiyya, terminato nel 1820 e fu nuovamente utilizzato il porto occidentale, permettendo la crescita dell'insediamento sull'isola di Faro e nel distretto dell'Eptastadio.

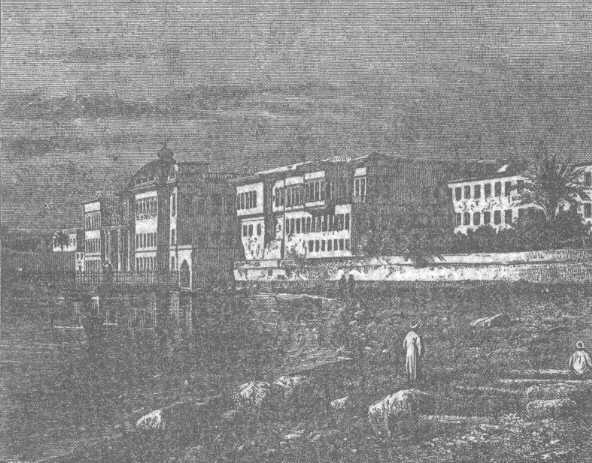
Palazzo del chedivè, fine XIX secolo

Come residenza dei consoli stranieri acquisì presto un carattere europeo e attrasse anche greci, ebrei e siriani. Fu minacciata dal mare nel 1827 dai greci e nel 1828 da una coalizione di inglesi, francesi e russi. Le fortificazioni furono rafforzate una prima volta nel 1841 e nel 1856 fu costruita una ferrovia che la collegava con il Cairo. L'arrivo di una flotta anglo-francese nel 1882 scatenò una rivolta ed il massacro di circa 400 europei. Contemporaneamente le difese furono nuovamente rafforzate per ordine di Aḥmad ʿOrābī, ministro della guerra. L'ammiraglio britannico, sir Frederick Beauchamp Seymour, più tardi lord Alcester, lanciò un ultimatum ed alla scadenza di questo bombardò i forti senza tuttavia sbarcare truppe. Poiché ne seguirono altre rivolte e massacri finalmente il Regno Unito inviò una spedizione militare e si impegnò nell'occupazione dell'intero Paese.
Sotto il dominio britannico Alessandria si sviluppa come sede navale militare, a controllo del canale di Suez. Durante la seconda guerra mondiale e la campagna del Nord Africa del 1940-1943 fu combattuta nelle vicinanze la decisiva battaglia di El-Alamein.
Il colpo di Stato militare egiziano del 1952 vide il colonnello Nasser prendere il potere ed il trattato anglo-egiziano del 1954 fissò i termini per il ritiro delle truppe britanniche.

## La città ellenistica e romana

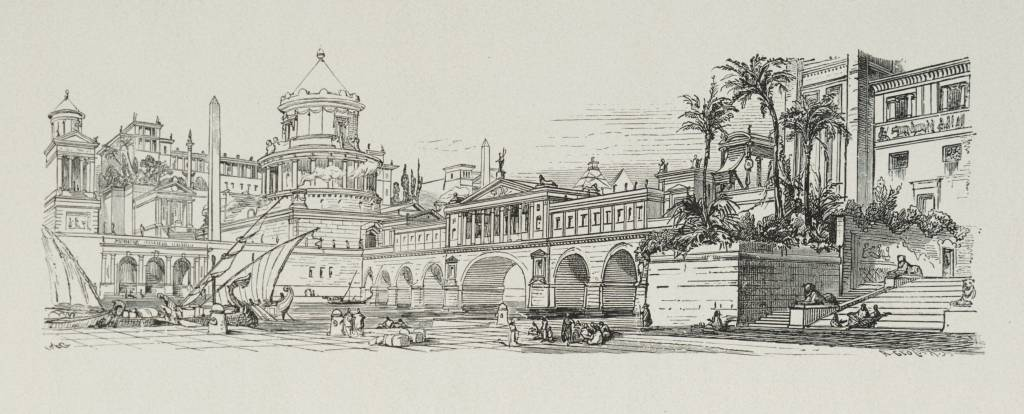
Illustrazione del 1878 con una idealizzazione dell'antica Alessandria d'Egitto

La città era suddivisa in tre principali quartieri: quello ebraico nella porzione nord-orientale della città, quello di Racotide verso est, occupato dagli Egiziani ed il Bruchion, il quartiere greco o reale, che ne costituiva la parte più splendida.

### L'impianto urbanistico, le mura, il porto
Le dimensioni della città furono già in partenza più grandi della media delle città antiche: secondo alcuni autori la cinta muraria avrebbe avuto un perimetro di 15 km. Le mura furono modificate già in epoca romana ed una seconda cinta più ristretta fu costruita nell'XI secolo dal sultano Aḥmad ibn Ṭūlūn, riutilizzando diversi blocchi di quella più antica.
Due strade principali bordate da portici colonnati, di cui si riferisce una larghezza di circa 60 m, si incrociavano ad angolo retto nel centro cittadino, vicino al punto dove sorgeva il "Soma", il mausoleo di Alessandro e presso l'odierna moschea di Nabī Dānyāl (Nebi Daniel, "profeta Daniele). La linea della via est-ovest, la via "Canopica" è seguita oggi dal Boulevard de Rosette, dove sono state rinvenute tracce della pavimentazione e del canale vicino alla porta di Rosetta. Un resto consistente ne fu messo in luce nel 1899 da scavatori tedeschi all'esterno delle mura orientali, in un'area ben all'interno della città antica.
La diga dell'Eptastadio, il cui nome deriva dalla sua lunghezza di sette stadi, collegava l'isola di Faro alla terraferma, nel punto in cui oggi si apre la "Grande piazza" con la "Porta della Luna". Il molo, che divideva i due porti occidentale ed orientale, è oggi coperto dal moderno quartiere di Ras al-Tin, che occupa un istmo considerevolmente allargato.
Il porto occidentale ("di Eunosto") era ampio, ma affiancato da scogliere situate sull'asse dell'isoletta di Faro, come ci racconta Strabone. Racchiudeva un porto più interno artificiale, il Kibôtos ("scatola rettangolare"). Oggi è stato obliterato dall'allargamento per la realizzazione del porto moderno.
Il porto orientale ("Gran Porto") era protetto dallo sperone di Lochias ad est e dalla punta dell'isola di Faro ad ovest. L'entrata nel porto era pericolosa per la ristrettezza dell'imbocco e numerose navi greco romane naufragate tra il IV secolo a.C. ed il VII secolo d.C. sono state scoperte in questa zona. Al suo interno, l'isola di Antirodi delineava una piccola baia detta "porto reale".

### Gli altri monumenti

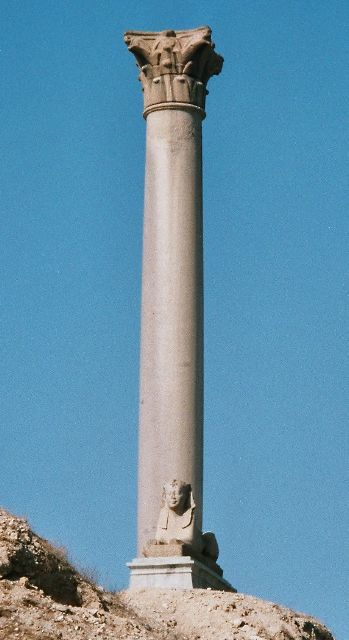
La cosiddetta "colonna di Pompeo" fu in realtà eretta in onore di Diocleziano: l'imperatore, dopo aver assediato la città per otto mesi per strapparla a Lucio Domizio Domiziano ed ad Aurelio Achilleo, vi dirottò un carico di grano per Roma allo scopo di sfamare la popolazione colpita dall'assedio.

I palazzi reali occupavano l'angolo nord-orientale della città, sul promontorio di Lochias che dominava il porto occidentale (nella moderna zona di Pharillon). La località è attualmente sotto il livello del mare, così come il "porto privato" e l'isola di Antirrhodos.
Il "Grande teatro" sulla moderna collina dell'ospedale, nei pressi della odierna stazione Ramle. L'edificio era stato utilizzato da Cesare come fortezza. Nei pressi sorgeva il tempio di Poseidone o "tempio degli Dei Marini".
Proseguendo si incontravano il Timonium, costruito da Marco Antonio, e le strutture portuali. Dietro l'Emporium sorgeva il Cesareo, dove sorgevano i due grandi obelischi chiamati "aghi di Cleopatra", oggi trasferiti a Londra ed a New York: il tempio fu più tardi trasformato in basilica patriarcale e i resti giacciono sotto le case moderne.
Il Ginnasio e la Palestra si trovavano nella zona orientale della città, ad una certa distanza dal mare, ma la loro posizione è sconosciuta. Sconosciuta è anche la posizione del tempio di Saturno.
Il Serapeo, dedicato al dio Serapide, era il più famoso dei templi della città e si trovava nella parte occidentale, nel quartiere egizio di Rhakotis, nei pressi della cosiddetta "colonna di Pompeo", un monumento eretto sulla bassa acropoli della città in onore di Diocleziano dopo il 297, costituito da una colossale colonna in granito alta circa 30 m.
Nei pressi, verso sud-ovest, si trovano le catacombe di Kom el-Suqafa, con camere con architetture scolpite nella roccia e sarcofagi.
Gli scavi del quartiere di "Kom al-Dik" hanno rivelato un piccolo teatro di epoca romana ed i resti di terme.

### Il Faro e la Biblioteca

La nuova biblioteca

Il celebre Faro di Alessandria, iniziato da Tolomeo I e completato da Tolomeo II, aveva un'altezza stimata di ben 135 m e poteva essere visto a 50 km di distanza. Le sue gigantesche proporzioni ne fecero una delle Sette meraviglie del mondo e dal suo nome deriva il termine che designa questo tipo di installazioni. Era costituito da un alto basamento quadrangolare che ospitava le stanze degli addetti e le rampe per il trasporto del combustibile. A questo si sovrapponeva una torre ottagonale e quindi una costruzione rotonda sormontata da una statua di Zeus o Poseidone, più tardi sostituita da quella di Elio. I resti della gigantesca costruzione, crollata probabilmente per un terremoto, sono oggi inglobati in un forte del XV secolo. Numerosissimi blocchi ed elementi architettonici sono stati recuperati in mare, insieme alle colossali statue di Tolomeo II e della moglie Arsinoe II, rappresentata come Iside.
Nell'isola sorgeva inoltre un tempio dedicato ad Efesto.
La non meno celebre Biblioteca di Alessandria fu istituita in epoca tolemaica ed era grandemente celebrata per la sua ricchezza e il grande numero di opere letterarie che vi si conservavano, stimate in circa 700 000 volumi. È diffusa la credenza che la Biblioteca sia andata a fuoco la prima volta per colpa delle truppe romane al seguito di Giulio Cesare, ma al tempo della Guerra alessandrina bruciò solo un deposito di copie destinate all'esportazione, mentre fu grande la distruzione attuata dai cristiani al tempo dell'imperatore Teodosio e quella organizzata dai musulmani che alimentarono per anni le terme con i libri raccolti. Un'altra parte (il Serapeo) fu distrutta dal fuoco nel corso del III secolo. Altri tumulti avvennero nel 415 e culminarono con la morte di Ipazia, donna famosa per la sua cultura e capo della scuola neoplatonica. 
La biblioteca venne distrutta in modo definitivo dopo la conquista islamica dell'Egitto, nel 639.
Nel 642 o 646, la datazione è controversa, il destino della Biblioteca di Alessandria si compì tragicamente e definitivamente. 
La tradizione ostile all'Islam riferisce che il secondo califfo dell'Islam ʿUmar ibn al-Khaṭṭāb pronunciasse la famosa frase: "Se il contenuto dei libri si accorda con il Corano, noi possiamo farne a meno, dal momento che il libro di Allah è più che sufficiente. Se invece contengono qualcosa di difforme, non c'è alcun bisogno di conservarli.". La parte relitta di quello che fu centro della cultura classica fu bruciata. Si dice che i rotoli furono usati come combustibile per i bagni termali di Alessandria, che, secondo Eutichio, erano circa quattromila, e ci vollero sei mesi per bruciarli tutti.

### Gli scavi archeologici
Le prime ricerche furono condotte da D.G. Hogarth con l'appoggio dell'Egypt Exploration Fund e della Società per la promozione degli Studi Ellenici nel 1895 e altre indagini furono avviate da una spedizione tedesca negli anni 1898-1899. Gli archeologi si trovarono però subito di fronte a due principali difficoltà: in primo luogo a causa della grande crescita della città moderna gli spazi dove è possibile lo scavo sono piuttosto limitati e soprattutto a causa dei fenomeni di bradisismo la parte costiera della città antica è attualmente al di sotto del livello del mare.
Tuttavia Giuseppe Botti, direttore del museo, condusse indagini nei pressi dei "Pilastri di Pompeo", che condussero al rinvenimento delle sostruzioni di un grande edificio con vasti spazi sotterranei, che è stato ipotizzato fosse il Serapeo. Un grande toro in basalto, oggi conservato nel museo, potrebbe esservi appartenuto.
Più tardi catacombe e tombe furono scoperte a "Kore al-Shuqafa", a Hadra ed a "Ra's al-Tin". I tedeschi rinvennero quindi nella zona nord-est della città i resti di un colonnato tolemaico e di strade, mentre Hogarth esplorò una grande costruzione in mattoni presso Kom al-Dik, variamente interpretata.

## La città moderna

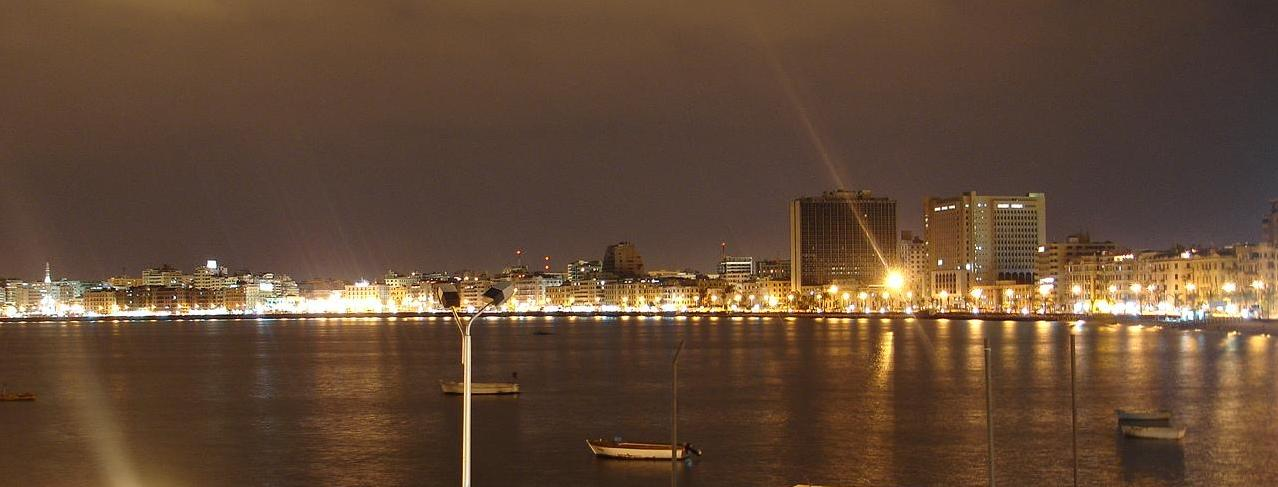
Skyline di Alessandria dal mare

La città occupa la striscia di terra che separa il mar Mediterraneo dalla palude Mareotide ("Mariout"), in una penisola a forma di T con l'antico molo dell'Eptastadio e l'isola del Faro, oggi non più tale. La punta occidentale della penisola è chiamata "Ras et-Tin" e in essa si trovano l'edificio del Circolo Navale Chediviale (del 1903) e il palazzo di Ra's al-Tin, costruito da Mehmet Ali ed abitato dai vari sovrani egiziani fino alla caduta nel 1952 della monarchia, mentre la punta orientale è nota come "Qayt Bey" (dal nome d'un noto Sultano mamelucco) o "Pharos". A sud, fra la città e la palude Mareotide, corre il canale Mahmūdiyya, che sbocca nel porto occidentale.
La piazza Muhammad ‘Alī (Mehmet Ali), usualmente chiamata "Grande Piazza", è uno spazio oblungo con al centro il monumento equestre di Muhammad 'Ali, fiancheggiato da edifici in stile italiano.

## Cultura
Nel quadro di un progetto comune tra UNESCO ed Egitto, è stata costruita la nuova Biblioteca del Mondo Mediterraneo, inaugurata nel 2002, che dovrebbe poter accogliere circa 5 milioni di libri.
La città ospita il Museo nazionale di Alessandria d'Egitto, che contiene diversi manufatti della storia della città.

## Infrastrutture e trasporti
La città è servita dall'Aeroporto internazionale Borg El Arab, situato a circa 45 km dal centro della città.
Il porto di Alessandria, uno dei più antichi del mondo (attivo sin dal 1900 a.C.), è oggi il principale porto egiziano.

## Amministrazione

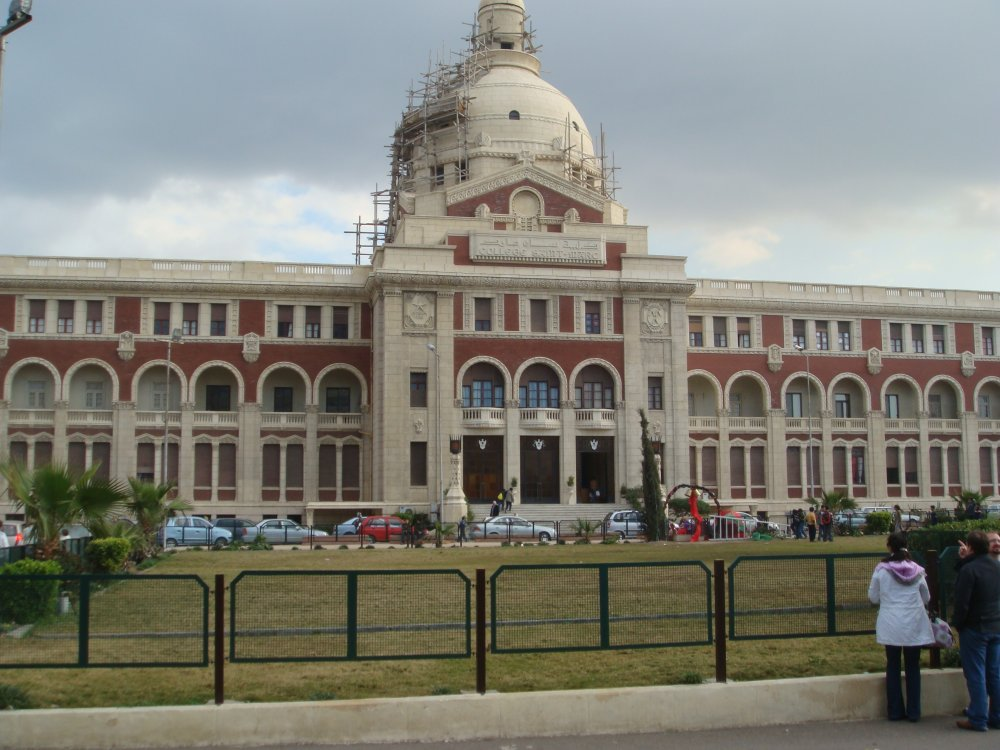
College Saint-Marc ad Alessandria

### Gemellaggi
Alessandria d'Egitto è gemellata con:
- Costanza[9]
- Baltimora
- Bratislava, dal 26 ottobre 2008[10]
- Cleveland
- Durban
- Kazanlak
- Kuching
- Odessa
- Salonicco, dal 12 luglio 1993
- San Pietroburgo
- Shanghai, dal 1992[11]
- Limassol
- Catania, dal 2019[12]